# Caroline Goetghebuer
Caroline Goetghebuer (2 juni 1978) is een gewezen Belgische atlete, die zich had toegelegd op het polsstokhoogspringen. Zij veroverde indoor en outdoor in totaal twee Belgische titels.

## Biografie

### Polsstokspringen
Caroline Goetghebuer werd in 2000 Belgisch indoorkampioene polsstokspringen. Het jaar nadien verbeterde ze eerst het Belgisch indoorrecord van Sophie Zubiolo tot 3,91 m en in de zomer ook diens outdoorrecord tot 4,00 m. Beide records werden datzelfde jaar terug verbroken. In 2001 veroverde ze ook de Belgische titel outdoor.

### Triathlon
Begin 2002 besloot Goetghebuer omwille van blessureproblemen te stoppen met polsstokspringen en zich te wijden aan de triatlon. In 2013 kon ze zich in haar leeftijdscategorie plaatsen voor de Ironman Hawaï. Ze werd 197e in 10:55.51.
Goetghebuer liep ook enkele marathons. Zo werd ze respectievelijk vierde en vijfde bij de marathon van Brussel in 2006 en 2007.

### Clubs
Goetghebuer was aangesloten bij CA Brabant Wallon.

## Belgische kampioenschappen
| Onderdeel                 | Jaar |
| ------------------------- | ---- |
| polsstokspringen          | 2001 |
| polsstokspringen (indoor) | 2000 |

## Persoonlijke records
| Onderdeel                 | Prestatie      | Datum            | Plaats |
| ------------------------- | -------------- | ---------------- | ------ |
| polsstokspringen          | 4,00 m (ex-NR) | 20 juli 2001     | Ottawa |
| polsstokspringen (indoor) | 3,91 m         | 10 februari 2001 | Gent   |

## Palmares

### polsstokspringen
- 1997: 22e in kwal. EK U20 in Ljubljana  - 3,30 m
- 1999:  BK indoor AC - 3,50 m
- 2000:  BK indoor AC - 3,60 m
- 2000:  BK AC - 3,70 m
- 2001:  BK indoor AC - 3,60 m
- 2001:  BK AC - 3,95 m
- 2001: 16e in kwal. Universiade in Peking  - 3,50 m

### marathon
- 2006: 5e marathon van Brussel - 3:23.28
- 2007: 4e marathon van Brussel - 3:16.36